# Mari-Leena Talvitie
Mari-Leena Talvitie (ur. 11 czerwca 1980 w Vaasa) – fińska polityk i działaczka samorządowa, posłanka do Eduskunty, od 2025 minister nauki i kultury.

## Życiorys
W 2010 uzyskała magisterium z inżynierii środowiska na Uniwersytecie w Oulu. Zaangażowała się w działalność polityczną w ramach Partii Koalicji Narodowej. Pracowała w przemyśle spożywczym i jako asystentka parlamentarzystów swojego ugrupowania. W 2005 zasiadła w radzie miejskiej w Oulu, pełniła funkcję przewodniczącej rady miejskiej. Powołano ją też na przewodniczącą rady regionu Ostrobotnia Północna.
W 2015 po raz pierwszy uzyskała mandat posłanki do Eduskunty. Do fińskiego parlamentu była następnie wybierana w wyborach w 2019 i 2023.
W styczniu 2025 objęła urząd ministra nauki i kultury w rządzie Petteriego Orpa.